# Handan Sultan
Valide Handan Sultan (en turco otomano: خندان سلطان; "sonriente") (Bosnia o Grecia, c.1565 — Estambul, 9 de noviembre de 1605) era la consorte del sultán Mehmed III, y Valide sultan de su hijo Ahmed I. Fue regente de forma oficial del Imperio Otomano.

## Biografía
De origen posiblemente bosnio, Handan (posiblemente llamada Helena), era una criada en la casa de Damat Cerrah Mehmed Paşa, el gobernador general (beylerbey) del eyalato de Rumelia y el esposo de Gevherhan Sultan, hija de Selim II, hermana de Murad III, y tía de Mehmed III. Mehmed Paşa había sido cirujano (cerrah) y había circuncidado al futuro Mehmed III en 1582. En 1583 fue nombrado el Sanjak Bey de Manisa. Handan llegó a Estambul con Mehmed Paşa y Gevherhan Sultan. Handan era hermosa y se la presentaron al futuro sultán. 
Mehmed ascendió al trono en 1595 y la vida de Handan cambió de golpe. Siguiendo al nuevo sultán, viajó con sus hijos a Estambul, donde se encontró en el harén imperial, que estaba bajo el control de Valide Safiye Sultan. Safiye no estuvo presente en la provincia de Manisa de Mehmed, pero seguramente hubo rumores sobre su fuerte voluntad en el harén de Manisa. Al llegar a Estambul, los primeros años fueron relativamente tranquilos, ya que el eunuco jefe, Gazanfer Agha, mantenía el orden en el harén, por lo que Handan pasaba todo el tiempo con sus hijos. También pudo volver a acercarse a Gevherhan Sultan, quien la había regalado a Mehmed anteriormente. Gevherhan conocía bien a la élite política, a Safiye y al sultán, por lo que sin duda brindó consejos útiles a su antiguo esclavo.
Una epidemia asoló la capital entre 1597 y 1598, matando al hijo mayor de Handan, Selim. Luego otra enfermedad mató a su segundo hijo, Süleyman, en 1602. Además del luto, Handan también tuvo que enfrentarse al hecho de que ya no era su hijo el príncipe mayor, sino el hijo de su rival, Halime, Mahmud. Handan habría hecho cualquier cosa para mantener con vida a su único hijo, Ahmed, por lo que se alió con Safiye. Safiye y Halime se odiaban en particular, y no había diferencia entre Mahmud y Safiye. Como los soldados y los plebeyos apreciaban mucho a Mahmud, Handan comenzó a difundir rumores sobre la impotencia del príncipe, por lo que su reinado no traería un futuro fructífero para el imperio. Además, con la ayuda de Safiye, y probablemente de Gevherhan, intentaron atraer a tantos estadistas como fuera posible al lado de Ahmed.
Para Handan, finalmente fue Safiye quien ganó la guerra. Safiye obtuvo con éxito una carta enviada a Halime por un vidente. La carta revelaba que Halime quería que su hijo se sentara en este trono después de la muerte del sultán. Por supuesto, la carta no fue el único pecado de Halime y Mahmud. Durante meses, tanto Halime como Mahmud intentaron convencer al sultán de que finalmente enviara a Mahmud a una provincia; y Mahmud había actuado temerariamente en repetidas ocasiones en presencia del sultán; y los soldados rebeldes deificaron al príncipe. No en vano, también ha habido rumores de que Mahmud y Halime quieren envenenar al sultán. Finalmente, Mehmed, bajo la presión de Safiye, ejecutó al príncipe Mahmud.
Con la muerte de Mahmud, Ahmed se convirtió en el príncipe de mayor edad, y Mehmed incluso lo nombró específicamente heredero del trono. Desde allí, el príncipe acompañaba al sultán o a la valide sultan a todas partes. A fines de 1603, Safiye también llevó al niño con ella a un desfile militar, donde lo presentó como heredero. Handan no pudo acompañar a su hijo, pero ciertamente estaba muy feliz y aliviada porque el futuro de Ahmed iba en la dirección correcta. Al mismo tiempo, Handan ciertamente estaba agotado por los eventos, quizás también arrepentido por lo que había sucedido. Al menos esto es lo que indicaron los acontecimientos posteriores.

## Descendencia
Junto con Mehmed, Handan tuvo seis hijos:
- Şehzade Selim (1585  — 20 de abril de 1597), enterrado en la Mezquita de Santa Sofía;
- Şehzade Süleyman (1586 — 1602), enterrado en la mezquita de Santa Sofía);
- Sultán Ahmed I (18 de abril de 1590 — 22 de noviembre de 1617) futuro sultán y considerado como uno de los más grandes del imperio, enterrado en el mausoleo de Ahmed I, en la Mezquita Azul;

Hijas
- Fatma Sultan  (1584 — 1645), hija de con Handan Sultan. Se casó en 1602 con Damat Tiryaki Hasan Paşa. Enterrada en la mezquita de Santa Sofía. Tuvo descendencia;
- Ayşe Sultan (1587 — 1628), hija con Handan Sultan. Se casó en primer lugar con Damat Destari Mustafa Paşa en 1604. Algunas fuentes también sugieren que se volvió a casar con Gazi Hüsrev Paşa en 1624. Enterrada en la mezquita de Santa Sofía. Tuvo descendencia.
- Esra Sultan (1593-1616) hija con Handan Sultan.

## Valide Sultan
Cuando Ahmed ascendió al trono tras la muerte de Mehmed III el 22 de diciembre de 1603, Handan se convirtió en Valide sultan. Como madre del nuevo sultán, recibió 1.000 aspers por día. Poco después de su sucesión, Ahmed quiso expresar su gratitud a Mehmed Pasha y a Gevherhan por el papel que habían desempeñado en reunir a sus padres. Para entonces, sin embargo, Cerrah Mehmed Pasha era viejo y enfermo, y murió el 9 de enero de 1604. Ahmed, por lo tanto, cuidó a la viuda del difunto y también como protector incluyó a una de sus hijas en el séquito de la sultana.
Como Regente, inmediatamente comenzó Handan a construir su red de clientes y participó activamente en el funcionamiento de los asuntos dinásticos e imperiales junto con el profesor de Ahmed, Mustafa Efendi. Ella favoreció a sus compatriotas de origen bosnio en la corte de su hijo. Convenció a Ahmed de nombrar a Yavuz Ali Paşa como gran visir, y mantuvo una estrecha relación con él, especialmente durante los críticos primeros meses del reinado de Ahmed. En la primavera de 1604, ordenó a Ali Pasha tomar el mando en Hungría.
Debido a la influencia de Handan Sultan en su hijo, Derviş Mehmed Agha reemplazó a Bayram Agha como jefe de los jenízaros en el verano de 1604. Cuando Handan, Ahmed y Derviş se reunieron en los jardines del palacio, hizo que Ahmed le prometiera que no haría nada contrario a las palabras y pensamientos de este último. Gracias al continuo apoyo de Handan, logró convertirse en el primer favorito real de Ahmed I. Handan Sultan también actuó como intermediaria entre su hijo y otros funcionarios del gobierno. Cualquier visir que quisiera comunicarse con Ahmed tenía que presentar su petición primero a ella. El historiador contemporáneo Ibrahim Peçevi cuestionó su sabiduría, pero legitimó su autoridad sobre su hijo por el viejo y popular dicho de que "el derecho de una madre es el derecho de Alá".
Sinanpaşaoğlu Mehmed Paşa, quien fue enviado para sofocar la rebelión de Jelali en Anatolia, resultó ineficaz y se condujo tan inapropiadamente como para despertar sospechas de que él mismo se había vuelto rebelde. Con la intercesión de Handan, fue perdonado por el sultán y regresó a Estambul, retomando sus funciones como visir. Sin embargo, más tarde fue ejecutado el 20 de agosto de 1605. Handan Sultan, que ya estaba enferma en ese momento, quedó tan sorprendida por el giro de los acontecimientos que su condición empeoró.

## Obras caritativas
Handan Sultan hizo una donación para el mantenimiento de la tumba de su marido Mehmed III y los salarios de sus empleados. También hizo donaciones en Kütahya, Meneen y Kilizman.

## Muerte
Handan Sultan murió en el palacio de Topkapı el 9 de noviembre de 1605. En su funeral, grandes cantidades de alimentos y limosnas fueron distribuidos por el bien de su alma, haciendo suponer que se trató de un suicidio. Ella fue enterrada junto a su marido en su mausoleo en la mezquita de Santa Sofía en Estambul. Ahmed, a pesar de los llamamientos de los visires para respetar el luto habitual de siete días, no pospuso su salida de Estambul para continuar la campaña contra las revueltas de Jelali.
Una teoría asegura que Handan era una mujer enfermiza, y muchos teorizan que quizás a eso se debía que sus hijos y sus descendientes salieran enfermos y murieran a tan temprana edad.

## En la cultura popular
En la serie televisiva de 2015 Muhteşem Yüzyıl Kösem, Handan Sultan es interpretada por la actriz turca Tülin Özen.